# Kościół Niepokalanego Poczęcia Najświętszej Maryi Panny w Lednogórze
Kościół Niepokalanego Poczęcia Najświętszej Maryi Panny w Lednogórze – rzymskokatolicki kościół filialny należący do parafii św. Marcina w Dziekanowicach (dekanat pobiedziski archidiecezji gnieźnieńskiej).
Wzniesiony na przełomie 1899 i 1900 roku jako kościół ewangelicki. Poświęcony w grudniu 1900 roku. Po II wojnie światowej został przejęty przez katolików i od tego momentu pełni funkcję kościoła filialnego parafii w Dziekanowicach.
Budowla reprezentuje styl neogotycki, jest częściowo murowana i zbudowana z cegły. Wieża została wykonana z tzw. muru pruskiego (czyli jest to ściana posiadająca konstrukcję drewnianą wypełnioną cegłą, gruzem lub gliną).